# Metropolitano de Nova Atos
O Metrô de Nova Atos é um metropolitano subterrâneo elétrico em um complexo turístico da Caverna de Nova Atos, em Nova Atos, na Abecásia que é de jure uma república autônoma no norte da Geórgia, mas que pleiteia independência. Foi concebido para proporcionar aos turistas a irem dentro da caverna na Montanha de Iveria, durante o Verão (de Maio a Novembro). Tem comprimento de 1,3 quilómetros (0,81 mi) e 3 estações.
Devido à localização da ferrovia subterrânea que por vezes é comparado com o metropolitano.
Para levar os turistas para a gruta, em 1975 foi construído o sistema de transportes - um túnel com uma única ferrovia electrificada (abriu 4 de julho de 1975). Funciona durante a época de maio a novembro. O comprimento de 1.291 metros de linha com três estações para os passageiros. O comboio passa-los por 3 e 2 minutos, a velocidades de até 30 km / h. A estação inicial «entrada» funcionava como uma aterragem, uma estação intermédia «hall Abcázia» - como meio, terminal «hall Anakopiya» - um ensaio. A linha é composta por um único, sistema de vai e volta. Com bitola de 914 mm. Existem também 2 saídas entre o ensino primário e as estações intermediárias: o túnel e as estações de serviço. Uma pequena parte da pista antes da estação sai sob um dossel. O comprimento total de todas as rotas - cerca de 2 km. Tensão no contacto ferroviário é de 300.
Os turistas passageiros - 0,7 milhões de pessoas na época, que é de até 2 mil por dia. A maioria da rota o revestimento do túnel é feita de blocos de concreto armado, parte do túnel é colocada em uma gruta natural. Construção de passagens subterrâneas têm sido implementadas no ano 1965-1975, no esquadrão tonnelnym de número 9 e construção e montagem trem de número 212.

## Material Circundante
Originalmente a ferrovia da caverna foi convertido a partir da utilização de carrinhos de hulhíferas. Dos atuais trens elétricos «Turismo» foi produzido por uma especial instituto «GIPROuglemash» Ministério da Indústria do Carvão da URSS, em Riga, transporte de construção de planta RVR. O comboio possui seis vagões, cinco dos quais são utilizáveis pelos passageiros (90 passageiros em geral por viagem). Este condutor eléctrico foi substituído por um moderno sistema de controle de transístor. Há dois trens, mas apenas um está em uso no momento o outro foi reconstruído em 2005, em Moscou. Durante a reparação do comboio foi pintado do amarelo ao azul.